# 서울연희초등학교
서울연희초등학교(서울延禧初等學校)는 대한민국 서울특별시 서대문구 연희동에 있는 공립 초등학교이다.

## 학교 연혁
- 1968년 12월 7일: 서울연희국민학교 개교
- 1982년 10월 26일: 급식실 개관
- 1996년 3월 1일: 서울연희초등학교 로 명칭 변경
- 2016년 2월 12일: 제46회 졸업식
- 2028년 12월 7일: 개교 60주년

## 참고 자료
- 서울연희초등학교 - 한국교육학술정보원 학교알리미